# ヒクソン・グレイシー
ヒクソン・グレイシー（Rickson Gracie、1959年11月21日 - ）は、ブラジルの男性柔術家、総合格闘家。リオデジャネイロ州出身。ヒクソン・グレイシー柔術所属。ブラジリアン柔術九段。
グレイシー柔術の創始者エリオ・グレイシーの三男。息子のクロン・グレイシーも柔術家、総合格闘家である。
日本においては、総合格闘技の試合で高田延彦や船木誠勝など著名なプロレスラー、格闘家を相次いで破った。ホイス・グレイシー同様バーリ・トゥードルールの試合において相手をテイクダウンし、マウントパンチで攻撃、最後は絞め技や関節技に持っていくというスタイルを使っていた。
総合格闘家としてのキャリアを完全無敗のまま引退した数少ない人物である。

## 来歴
18歳でエリオ・グレイシーからブラジリアン柔術黒帯を授与された。
1980年4月25日、20歳の時にレイ・ズールに勝利するとブラジルで多くの名声を得た。4年後にも対戦し再び勝利した。
ルタ・リーブリのウゴ・デュアルチとリオデジャネイロのビーチで喧嘩をして勝利する。正式な試合での対戦を望むデュアルチに、ヒクソンはビーチで会ったデュアルチの頬を張って喧嘩を仕掛けた。デュアルチは喧嘩の最中にヒクソンの門下生に蹴りを入れられたのが敗因だとして、ヒクソンの道場を訪れて再戦を要求するも、ヒクソンは挑戦を受け返り討ちにした。
1993年、UFCが開催されることになり、ヒクソンは一族を代表して出場することを強く希望するが実兄のホリオンによって却下される。結局、弟ホイスのセコンドでサポートにまわることに合意する。そのUFCにおいて優勝したホイス・グレイシーが「兄ヒクソンは私の十倍強い」と発言した事で注目が集まった。
400戦無敗というマスコミの報道は誇張されたもので、本人が積極的に公言したわけではない。「ビーチでのストリートファイトも含めてそれぐらいの試合を経験した」と本人が佐山聡に語ったところ、それがキャッチフレーズとして使われ続けることになった。柔術を始めて間もない頃や米国のサンボの試合で敗れているが、本人はそれを隠すことなく認めている。父のエリオもこのキャッチフレーズを強さの証として使用することには否定的で、「彼が『試合した』のは報道されているものだけ。道場での練習やアマチュアの試合を含めたら私は100万回はやっていることになってしまう」とコメントしている。ブラジリアン柔術がUFCでその名を世界的に知られるようになる以前は、大会自体がまだ小規模であったため戦績を正確に把握することが難しいこともその背景にある。
1994年7月29日、VALE TUDO JAPAN OPEN 1994で初来日。1回戦では西良典、準決勝ではダビッド・レビキ、決勝ではバド・スミスにほぼ無傷で勝利し、圧倒的な強さを見せた。テイクダウンからマウント、絞めを狙うシンプルな戦法のみであったがインパクトは大きく、それまで打撃重視、組技軽視の傾向があった格闘技の概念を逆転させるほどであった。この興行をきっかけに、修斗はグラウンドパンチを段階的に解禁し、他の興行もその流れにしたがっていく。
1994年12月7日、ロサンゼルスのヒクソンの道場へ道場破りに来た安生洋二の挑戦を受け、その場で返り討ちにした。試合時間は6分あまり。開始直後にマウントポジションをとって一方的に殴り続け、最後はチョークスリーパーで絞め落とした。公式試合ではないが、多くの弟子が見守る中で行い、証拠としてビデオ録画もさせている。ヒクソンはこの闘いでマウントパンチを多用し、安生を血だるまにさせた。ヒクソンの試合はマウントパンチはあくまで関節や絞めを取るための布石のような使い方をするが、このような道場破り相手では、簡単にタップさせると「俺は負けていない」と相手がごねるケースがあるため、誰が見ても勝敗がはっきりわかるようにマウントパンチを多用したと語っている。また、この時撮られたビデオは後にマスコミ関係者のみに1度だけ公開されており、これも後にヒクソン側に不正があったと言われないようにするためである。この道場破りは安生の個人的意思とは違う理由（詳細は安生洋二の項目を参照）が大きかったのをヒクソンは理解し、試合後当初は安生をねぎらうコメントを残した。
1995年4月20日、VALE TUDO JAPAN OPEN 1995に出場。前回と違い、「ロープ掴みOK」というルールの影響や対戦相手に研究されていたために時間はかかるも、さほどのダメージもなく優勝。1回戦では山本宜久、準決勝では木村浩一郎、決勝では中井祐樹を、それぞれチョークスリーパーで下した。
1997年10月11日、PRIDEの初興行となったPRIDE.1で高田延彦と対戦。高田にほぼ何もさせず腕ひしぎ十字固めで一本勝ちを収めた。
1998年6月上旬、椎間板ヘルニアを発症。9月に腰の痛みがなくなり高田延彦戦の準備のため来日するが、ヘルニアが再発し再度治療に専念。
1998年10月11日、PRIDE.4で高田延彦のリベンジマッチを受け、１ラウンド9分30秒、前回同様腕ひしぎ十字固めで一本勝ちを収めた。
2000年5月26日、コロシアム2000で船木誠勝と対戦。「肘打ち無し」のルールを自ら希望して臨んだ。船木のパンチで左眼窩底を骨折するも、レスリング技のスナップダウンでグラウンドに持ち込んでからは圧倒。バックをとると船木の片腕を首に巻きつけながらマウントパンチを浴びせ、チョークスリーパーで絞め落とした。
2001年2月、長男ハクソン・グレイシーがニューヨークで死去してから約1年間は表立った活動を控えていたが、2002年4月26日、自身の写真集「21st CENTURY WARRIOR'S SPIRIT」の出版と同時に活動を再開。
2005年10月19日、カリフォルニア州でブドーチャレンジを主催した。
2007年9月17日、HERO'Sに参戦した弟子ケビン・ケーシーのセコンドとして来日。試合前日に新宿ステーションスクエアで行われた公開記者会見では桜庭和志と握手を交わした。大会当日には、リングに上がり「もう1試合戦いを見せる力はまだあります」とHERO'S参戦を宣言した。
2008年2月、全日本柔術連盟(JJFJ)を設立し、初代会長に就任。なお、相談役は父であるエリオ・グレイシー、理事長は弟子の渡辺孝真が就任した。
同年5月と翌2009年6月27日の、「ヒクソン・グレイシー杯国際柔術大会」のため来日。
2010年9月24日、日本でビジネスマン向け新刊書『ヒクソン・グレイシー無敗の法則』（ダイヤモンド社）を刊行し、同日、新宿コクーンタワー・ブックファーストでファン向けイベントを開催する。
2017年7月、長兄のホリオン・グレイシーより赤帯を授与される。しかし、授与以降もそれまで巻いていた赤黒帯を継続して巻いている。このことについてヒクソンは「授与自体はありがたく感じるが、赤帯は赤帯を授与できる人間が話し合って認められるべきであって、個人が決定してよいものではない」と理由を述べている。

## 人物
- 歳の離れた兄弟が多かったことから、同年代との触れ合いがわからず、自分よりも年配の人たちとの付き合いのほうが好きになれたとのこと[1]。
- 道場では多くの弟子を持つが、自ら黒帯を与えたのは2006年1月に公表した時点で20人に過ぎない。そのうち日本人は1人だけ（アクシス柔術アカデミーの代表、渡辺孝真）である。
- 自然な生き方を追求しており、ヨーガなどの技術も取り入れた独特のトレーニングを行い、海からエネルギーを貰う為に常に海に近い所を選んで住んでいるという。また来日した際には、大会の数週間前から中村頼永の軽井沢の山小屋に家族を連れて山籠りし、時差ボケを解消しながら山の薄い空気の中で鍛錬を行うのがヒクソンの習慣であった（ヒクソンはのちの自伝に「長野県を魂の故郷のように感じていた」とまで記している）[2][3]。アスレティックトレーナーの宮本英治によると、「筋肉番付」で松井稼頭央のトレーナーとして同行してヒクソンに会い、通訳を介して話した際にヒクソンは「私はトレーニング器具なんて一切使わない。いつも自然の中で体を鍛えている」と語り、山の中を走ったり木の枝で懸垂をすると話していたという[4]。また、宮本はヒクソンの体を触らせてもらったところ、「驚くほど柔らかく、非常に機能的な筋肉をしているという印象を受けた」と述べている[4]。
- 食事は可能な限り加工品を避けて自然食に近いものしか口にせず、更にグレイシー一族に伝わる独自の食べ合わせでメニューを決めている。船木戦前に取材を受けた際には、フライパンで炒めて油脂分を取り除いたツナ、スクランブルエッグ、ライ麦パンを常食していることを明かしていた。
- ヒクソンが2006年6月頃リオにいたとき、パウロ・フィリォと練習を行った。そのときのことをパウロはインタビューの中で、ヒクソンほど技の知識の豊富な人に今まで出会ったことがないと、驚きとともに答えている（ADCC NEWSより）。
- 『GRACIE MAGAZINE』でのインタビューによれば、柔術の試合の90％は絞め技で終わらせていたという。
- ヒクソンがリオで柔術大会に出ていた1980年代の最大のライバルはセルジオ・ペーニャ(Sergio Penha)（オズワルド・アウベス(Osvaldo Alves)の最高の弟子の1人）だったといわれている。1981年11月29日、Carioca Jiu-Jitsu Championship大会（AABB体育館）で2人は対戦した。当時ヒクソン74kg、ペーニャ84kg。はじめパスガードされるなどしポイント0-12でリードされていたが、終盤、機を見計らっていたかのように息を吹き返すと逆襲に転じ、テイクダウンを成功させたあとは即座にマウントをとりチョークで逆転勝利を収めた。
- ヒクソンの負けが唯一公式記録として残っているのは1993年にオクラホマ州ノーマンで行われたサンボの試合で、サンボと柔道の王者であるロン・トリップに柔道の内股で投げられ敗れたものである。
- 一条真也の『ヒクソン・グレイシー自伝』の書評によるとグレイシー一族は薬物に手を出さないことになっていたが、ヒクソン曰く「私たちのほとんどはマリファナ、コカイン、幻覚剤を体験していた」とのことで、次兄・へウソンに至ってはコカインを摂取しては何日も起きていたという[5]。
- 兄弟については「ホリオンも柔術に情熱を注いでいたが、私のような天賦の能力には恵まれていなかった。ホーウスはすばらしいアスリートだったが、強情で手に負えなかった。へウソンは生まれついての戦士だったが、自制を欠いた」と証言している[5]。
- 2021年にパーキンソン病と診断されている[6]。

## 戦績

### 総合格闘技
| 総合格闘技 戦績 | 総合格闘技 戦績 | 総合格闘技 戦績 | 総合格闘技 戦績 | 総合格闘技 戦績 | 総合格闘技 戦績 | 総合格闘技 戦績 |
| --------------- | --------------- | --------------- | --------------- | --------------- | --------------- | --------------- |
| 11 試合         | (T)KO           | 一本            | 判定            | その他          | 引き分け        | 無効試合        |
| 11 勝           | 2               | 9               | 0               | 0               | 0               | 0               |
| 0 敗            | 0               | 0               | 0               | 0               | 0               | 0               |

| 勝敗 | 対戦相手         | 試合結果                      | 大会名                               | 開催年月日     |
| ○    | 船木誠勝         | 1R 11:46 チョークスリーパー   | コロシアム2000                       | 2000年5月26日  |
| ○    | 高田延彦         | 1R 9:30 腕ひしぎ十字固め      | PRIDE.4                              | 1998年10月11日 |
| ○    | 高田延彦         | 1R 4:47 腕ひしぎ十字固め      | PRIDE.1                              | 1997年10月11日 |
| ○    | 中井祐樹         | 1R 6:22 チョークスリーパー    | VALE TUDO JAPAN OPEN 1995 【決勝】   | 1995年4月20日  |
| ○    | 木村浩一郎       | 1R 2:07 チョークスリーパー    | VALE TUDO JAPAN OPEN 1995 【準決勝】 | 1995年4月20日  |
| ○    | 山本宜久         | 3R 3:49 チョークスリーパー    | VALE TUDO JAPAN OPEN 1995 【1回戦】  | 1995年4月20日  |
| ○    | バド・スミス     | 1R 0:39 TKO（マウントパンチ） | VALE TUDO JAPAN OPEN 1994 【決勝】   | 1994年7月29日  |
| ○    | ダビッド・レビキ | 1R 2:40 KO（マウントパンチ）  | VALE TUDO JAPAN OPEN 1994 【準決勝】 | 1994年7月29日  |
| ○    | 西良典           | 1R 2:58 チョークスリーパー    | VALE TUDO JAPAN OPEN 1994 【1回戦】  | 1994年7月29日  |
| ○    | レイ・ズール     | 1R チョークスリーパー         | Independent Event                    | 1984年1月1日   |
| ○    | レイ・ズール     | 1R 11:55 チョークスリーパー   | Independent Event                    | 1980年4月25日  |

### 柔術・グラップリング
| 勝敗 | 対戦相手           | 試合結果               | 大会名                             | 開催年月日 |
| ○    | ジョー・モレイラ   | チョーク               | V Copa Company - Absolute          | 1988年     |
| ○    | ジョー・モレイラ   | チョーク               | V Copa Company - Light Heavyweight | 1988年     |
| ○    | ヒーガン・マチャド | リアネイキッドチョーク | Independent promotion              | 1986年     |
| ○    | Murilo Sa          | アームバー             | Copa Cantao                        | 1986年     |
| ○    | ヒーガン・マチャド |                        | III Copa Company                   | 1986年     |
| ○    | Otavio Peixotinho  | アームバー             | LINJJI                             | 1984年     |
| ○    | セルジオ・ペーニャ | チョーク               | AABB                               | 1981年     |
| ○    | セルジオ・ペーニャ | アームバー             | AABB                               | 1981年     |

## 獲得タイトル
- VALE TUDO JAPAN OPEN 1994 優勝（1994年）
- VALE TUDO JAPAN OPEN 1995 優勝（1995年）

## 要求
ヒクソンをはじめ、グレイシー一族は試合に先立ってルールの変更を要求することが多かった。彼自身も「頭突きや肘打ちありの試合は流血になることが多く、観戦する人に嫌悪感を与えるから禁止にすべきである」と主張してルールの変更を要求したことがある。一般的に、頭突きや肘打ちありのルールはヒクソンのように寝技が得意な選手には有利とされるが、船木誠勝戦では敢えてそのルールを要求した。

## レイ・ズール戦
プロとしての初試合は、ルタ・リーブリの選手、レイ・ズール（PRIDEに参戦したズールの父）との試合であり、試合は2度行われている（2回目の試合がビデオGRACIE IN ACTIONに収められている）。1回目は1980年4月25日、ブラジリア市内の体育館で観客も少ない中で行われた。当時ヒクソン20歳。弟ホイラー（当時14歳）の証言によると、父エリオはホーウスに出場させたかったが、ホーウス自身が「もしズールが勝ったら私が次に出るが、彼はヒクソンに勝てない」と言い、ヒクソンに譲った。
当時のズールは身長192cm、体重104kg、年齢35歳。
試合は10分3ラウンド。開始早々ズールがヒクソンの腰をめがけて進んできたところを、ヒクソンは膝蹴り。これでズールは歯を2本折るがひるむことなく攻める。その後ヒクソンはズールにリング外に3度投げ出されながらも、2ラウンド目の2分経過時に裸絞めで勝利した。
ヒクソンは「この試合が今までで一番タフな試合だった」と語る。試合後ズールはヒクソンに近づき勝利を称えつつ「君には父親やホーウスという助けがある。しかし自分はそうではなく自分だけでここまできた」と述べたという。ヒクソンはこれを受けて「ズールがいかに特異な選手であったか、そして家族や神にどれだけ感謝しなければいけないか、この言葉によって気づいた」と述べている（GRACIE MAGAZINE参照）。

## ヨーガ
ヒクソンはトレーニングの中にヨーガを取り入れている。ただし、このヨーガにはヒクソン独自のアレンジが加えられているため本来のヨーガとは多少異なる。
ヨーガの直接の師である、リオデジャネイロ在住のオーランド・カニが教えるエクササイズは、ヨーガとカラリパヤットと太極拳を組み合わせた、呼吸法がベースとなる独特なもの。動物の自然なしなやかさを身に付けることで格闘家の動物的本能を伸ばすことが目的という。このカニのもとでヨーガを学んだブラジルの格闘家は多い。
ヒクソンは彼のもとで1986年から1988年の終わり頃まで修行。カニは、ヒクソンは特殊な例であり今までで最高の弟子とし、非常に高い評価をしている。ヒクソンはそこからさらに彼独自に発展させている。彼のヨガのエクササイズの場面がよくテレビで放映されたことがあり、今のヨガブームの一翼を担った面も多少あると思われる。

## 引退
現在、MMAの試合からは完全に遠ざかったヒクソンであるが、本人がインタビューで答える内容からすると、いまだに世界のトップレベルの強豪と拳をまじえ戦いを制するだけの実力は秘めていると主張している。2009年に入ってからも（ヒクソンは50代）UFCヘビー級王者のブロック・レスナーやエメリヤーエンコ・ヒョードル相手に勝つ策はあると断言しているが実行はされなかった。
2010年9月26日のニコニコ動画における生放送番組に出演した際、視聴者から試合を行わなくなった理由について問われると「疲労や怪我の回復が遅くなったから」と答えており、その後も各種メディアにおいて事実上選手としての引退を認めている。

## インビジブル柔術
競技化・複雑化した柔術のメインストリームに反発し、ヒクソンは父から受け継ぎ、自身が培ってきた柔術を後進に伝えるためにJJGFを立ち上げた。
ヒクソンは複雑で激しいムーブメントを多用する競技柔術に対して、体重のかけ方やポジショニングを重視した自身の柔術の技術体系を「インビジブル柔術」と称し、それまでビジネス方針が異なって対立していた、甥のヘナー・グレイシー（長兄ホリオンの子で、グレイシー柔術アカデミーを主宰）と提携を開始。否定的だったオンライン講座や、それまで自身のセミナーで禁じていた撮影を解禁するなど積極的な活動を見せている。

## 著書
- 『ヒクソン・グレイシー　無敗の法則』ダイヤモンド社、2010年。ISBN 978-4478011256。
- 『21st CENTURY WARRIOR'S SPIRIT ヒクソン・グレイシー写真集+プライベート映像DVD付』ブックマン社、2002年。ISBN 978-4893084552。

## 出演作品
- ビデオ『ヒクソン・グレイシー 王者の真実（原題：CHOKE）』（ポニーキャニオン、1997年5月16日発売）
- 映画『インクレディブル・ハルク（原題：The Incredible Hulk）』（マーベル・スタジオ、2008年公開）